# Taaffe O'Connell
Taaffe O'Connell (Providence, Rhode Island, 14 de maio de 1951) é uma atriz e editora norte-americana, mais conhecida pelo seu papel como "Dameia" no filme de Sci-fi terror Galaxy of Terror. Sua carreira começou no final de 1970 e continuou sem interrupção durante os anos 1980. Sua carreira tem visto um renascimento depois de 2000 e continuou até os dias atuais.
Além de atuar, O'Connell começou e dono do Canoco Publishing Company durante os anos 1990. Canoco é uma empresa com sede em Los Angeles produziu Astro Caster Magazine, que se especializou em lançar informações e conselhos para atores e atrizes. Ms. O'Connell tem escrito numerosos artigos para a revista ela mesma, além de ser seu dono e editor.

## Vida e carreira
O'Connell nasceu em Providence, Rhode Island. Início da carreira de O'Connell consistia principalmente de aparências de programas de TV (Three's Company, Happy Days, Dallas, Laverne & Shirley, Blansky's Beauties).

## Filmografia

### Filmes
- Rocky II (1979)
- New Year's Evil (1980)
- Galaxy of Terror (1981)
- Caged Fury (1983)
- Hot Chili (1985)
- The Stoneman (2002)
- Dismembered (2003)
- Spork (2010)
- Going Down in LA-LA Land (2011)
- The Change-Up (2011)

### Televisão
- Starsky and Hutch (1975)
- Baretta (1976)
- Rich Man, Poor Man (1976)
- Switch (1976)
- Police Woman (1977)
- Blansky's Beauties (1977)
- Vega$ (1978)
- Flying High (1978)
- CHiPs (1979)
- Wonder Woman (1979)
- Happy Days (1979-1980)
- One in a Million (1980)
- The Incredible Hulk (1980)
- Laverne & Shirley (1982)
- Archie Bunker's Place (1982)
- Three's Company (1979-1984)
- Knight Rider (1984)
- Knight & Daye (1989)
- Dallas (1990)
- Dangerous Women (1991)
- The Colony (1996)